# I, Me, Mine
I, Me, Mine es un trabajo autobiográfico por George Harrison, publicado en 1980 como un libro encuadernado a mano de edición limitada por Genesis Publications, con una mezcla de texto impreso y facsímiles multicolores de letras manuscritas de Harrison. Se limita a 2000 ejemplares firmados, con un prefacio de Derek Taylor. La edición limitada de Genesis Publications se agotó poco después de la publicación, y fue posteriormente publicado en tapa dura y tapa blanda con tinta negra por W H Allen en Londres y por Simon & Schuster en Nueva York. El libro fue publicado unas pocas semanas antes del asesinato de John Lennon el cual también paso en Nueva York. Lennon se había sentido ofendido por el libro de Harrison, diciendo al entrevistador David Sheff que "Fui herido por esto... Por evidente omisión en el libro, mi influencia en su vida es absolutamente cero y nula... No estoy en el libro"  aunque de hecho, Harrison menciona a Lennon varias veces (aunque no como una influencia musical, lo cual fue el punto del desagradado de Lennon). I, Me, Mine fue republicado con un nuevo prefacio de Olivia Harrison, su esposa, en 2002.